# Església de la Nativitat de Nostra Senyora (la Llosa de Ranes)
L'església parroquial de la Nativitat de la Nostra Senyora és un temple catòlic situat a la plaça de Sant Cristòfol, en el municipi de la Llosa de Ranes. És un Bé de Rellevància Local amb identificador nombre 46.23.157-001.

## Història
Encara que la parròquia data de 1535, l'actual temple es va edificar al segle xix.

## Descripció
Situada al centre del nucli antic de la Llosa de Ranes, dona a la Plaça Major i al carrer de Sant Cristòfol. Té tres accessos.
És un edifici d'una sola nau, amb un campanar i cúpula sobre l'altar. La façana està decorada amb pilastres d'ordre jònic i un fris amb rosasses de pedra, si bé en general presenta escassa decoració.